# Chthonius radigost
Chthonius radigost är en spindeldjursart som beskrevs av Bozidar P.M. Curcic 1997. Chthonius radigost ingår i släktet Chthonius och familjen käkklokrypare. Inga underarter finns listade i Catalogue of Life.